# غوو جيامي
غوو جيامي (باللغة الصينية المبسطة:郭建梅 ؛ هانيو بيني قو جيانمي؛ من مواليد أكتوبر 1961) هي محامية صينية وناشطة في مجال حقوق الإنسان ومديرة منظمة غير حكومية للمساعدة القانونية للمرأة. في عام 2005، كانت واحدة من 1000 امرأة تقدمن كمرشحات لجائزة نوبل للسلام. حصلت على جائزة سيمون دي بوفوار 2010، وجائزة نساء الشجاعة الدولية في عام 2011. وهي متزوجة من الكاتب ليو زهيون.

## المهنة

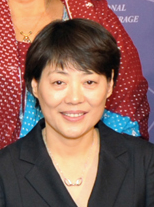
غوو جيامي

وُلدت غوو في عائلة من الفلاحين في المنطقة الفقيرة من مقاطعة هوا، بمقاطعة خنان. وكانت رؤية الفقر والتخلف وانتهاك حقوق المرأة في الأجيال السابقة من أسرتها  وكذلك القرية التي عاشت فيها بمثابة الحافز على تفانيها الدائم في تحسين حقوق المرأة في الصين.
عندما كانت غوو في ال18 من عمرها إلتحقت بمدرسة الحقوق في جامعة بكين، وتخرجت في عام 1983. عملت لاحقا في وزارة العدل، واتحاد عموم الصين للمرأة ورابطة جميع الصين من المحامين. تشغل حاليًا منصب المدير التنفيذي لمركز البحوث والخدمات القانونية للنساء التابع لكلية الحقوق بجامعة بكين.
في عام 1995، حضرت غوو المنتدى الدولي الرابع للمحاميات والمؤتمر العالمي العالمي المعني بالمرأة التابع للأمم المتحدة في بكين.
وفي وقت لاحق من ذلك العام نفسه، أسست هي وآخرون مركز البحوث والخدمات القانونية للنساء في كلية الحقوق بجامعة بكين، وهي أول منظمة غير حكومية غير ربحية متخصصة في المساعدة القانونية للمرأة في الصين. ومنذ ذلك الحين نما المركز ليصبح قوة مؤثرة في صون حقوق ومصالح المرأة. في عام 2010، جامعة بكين رسميًا نأت نفسها من المركز. لم يعد مركز البحوث والخدمات القانونية للمرأة مرتبطا بالجامعة ولكنه «مرتبط» (تابع) بكلية الحقوق.
شاركت غوو في مراجعة قانون الزواج الصيني في عام 2001 وسَن قانون المساعدة القانونية في عام 2003. وقد نشرت ثمانية كتب، وهي محررة لثلاثة مجلدات «قانون الحياة اليومية» للقراء الشعبيين، و «دليل لحالات المساعدة القانونية للمرأة».

## الإنجازات
في عام 2010، مُنحت غوو جيانمي جائزة سيمون دي بوفوار، وأُعلن عنها كأول سفيرة للتمييز ضد الإيدز في الصين من منظمة العمل الدولية. في عام 2011، حصلت على جائزة نساء الشجاعة الدولية من قبل وزارة الخارجية الأمريكية.

## المصاادر
1. ↑   "Archived copy". Archived from the original on 2012-03-24. Retrieved 2011-07-11.
2. ↑   "AWIU". awiu.org.
3. ↑   "Secretary Clinton To Host the 2011 International Women of Courage Awards". 2011-06-30. Archived from the original on 2011-06-30. Retrieved 2017-03-09.
4. ↑   "Permission to Speak". NewsChina. Retrieved 2018-01-17.
5. ↑  Guo Jianmei نسخة محفوظة 31 يناير 2018 على موقع واي باك مشين.
6. ↑   "Institute of Contemporary Observation". ico-china.org. Archived from the original on 2016-03-04.
7. ↑   "Guo Jianmei: Patron of the Weak". womenofchina.cn. Archived from the original on 2012-03-22.

## روابط خارجية
- US Department of State website
- Women’s Legal Research and Service Centre
- PeaceWomen Across the Globe
- ILO
- Guo Jianmei Video produced by Makers: Women Who Make America